# Гран-при Триберг-им-Шварцвальда
Гран-при Триберг-им-Шварцвальда (нем. GP Triberg-Schwarzwald) — шоссейная однодневная велогонка, с 2002 по 2009 год ежегодно проводившаяся в немецкой земле Триберг-им-Шварцвальд. С 2005 года входила в календарь UCI Europe Tour под категорией 1.1.

## Призёры
| Год  | Победитель         | Второй               | Третий               |
| ---- | ------------------ | -------------------- | -------------------- |
| 2002 | Йорген Бо Петерсен | Леонардо Бертаньолли | Торстен Хикман       |
| 2003 | Торстен Хикман     | Бьёрн Гласнер        | Леонардо Бертаньолли |
| 2004 | Маркус Фотен       | Сильвестер Шмид      | Томислав Данчулович  |
| 2005 | Фабиан Вегман      | Фортунато Бальяни    | Йорг Лудевиг         |
| 2006 | Юре Гольчер        | Стив Морабито        | Хрвое Михолевич      |
| 2007 | Радослав Рогина    | Матия Квасина        | Петер Велиц          |
| 2008 | Маттиас Франк      | Марко Пинотти        | Штефан Шумахер       |
| 2009 | Хайнрих Хаусслер   | Ян Беклантс          | Йоханнес Фрёлингер   |

- В 2003 году третье место занял итальянец Леонардо Бертаньолли, но в 2014 году он был дисквалифицирован UCI за применение допинга с 2003 по 2011 год, а все его результаты в этот период были аннулированы. Перераспределения мест не производилось.[1]